# Італійка збирається заміж (телесеріал, 1971)
«Італійка збирається заміж» (ісп. Muchacha italiana viene a casarse) — мексиканська драматична теленовела виробництва компанії Telesistema Mexicano. У головних ролях Анхеліка Марія і Рікардо Блуме. Прем'єрний показ відбувся на каналі XEW-TDT у 1971—1973 роках. Римейк однойменної аргентинської теленовели (1969—1972).

## Сюжет
По смерті батька юна неаполітанка Валерія Донатті змушена разом з молодшою сестрою Джанною вирушити до Мексики — до свого нареченого Вітторіо, якого ніколи не бачила. По приїзду до Мехіко вона вирішує не виходити заміж за Вітторіо і влаштовується працювати прибиральницею. Несподівано з'ясовується, що Джанна серйозно хвора і потребує дуже дорогого лікування. Тоді ж Ільда, нова подруга Валерії, вчиняє самогубство, залишивши листа, у якому звинувачує в своїй смерті Хуана Франсіско де Кастро, свого коханця з заможної столичної родини. Валерія вирішує використати лист для шантажу, щоб змусити Хуана Франсіско оплатити лікування її сестри, для чого наймається служницею у дім родини де Кастро...

## У ролях
- Анхеліка Марія — Валерія Донатті
- Рікардо Блуме — Хуан Франсіско де Кастро
- Ісабела Корона — Марія Мерседес де Кастро
- Чела Кастро — Фанні Іглесіас дель Кампо
- Мігель Мансано — Вісенте
- Неллі Меден — Аналія де Кастро
- Аарон Ернан — Патрисіо де Кастро
- Сільвія Паскель — Джанна Донатті
- Рафаель Банкельс — Хосеф
- Ортенсія Сантовенья — Тереза #1
- Алісія Монтойя — Тереза #2
- Марія Рубіо — Елена Харрінгтон
- Сокорро Авелар — Дульсе
- Едуардо Алькасар — Вітторіо Мальйоне
- Ектор Гомес — Едуардо
- Хав'єр Руан — Ектор
- Магда Гусман — Аналія
- Лусія Мендес — Ракель
- Даніела Розен — Сесілія
- Сесар дель Кампо — Рікардо
- Марта Савалета — Кармен
- Ектор Флорес — Чато
- Ернесто Гомес Крус — Умберто
- Хосе Антоніо Ферраль — Хайме
- Атіліо Марінеллі — князь Андрес Орсіні
- Хоакін Аріспе — Педро
- Ігнасіо Рубіел  — Начо
- Сусана Досамантес — епізод
- Раймундо Капетільйо — епізод
- Крістіна Морено — Сільвія
- Ектор Саес — Луїс Альберто

## Інші версії
- 1969—1972 — Італійка збирається заміж (ісп. Muchacha italiana viene a casarse), аргентинська теленовела виробництва Canal 13. У головних ролях Алехандра Да Пассано і Родольфо Ранні.
- 1983 — Провінціалка (ісп. Esa Provinciana), аргентинська теленовела виробництва Canal 9. У головних ролях Каміла Перісе і Хуан Хосе Камеро.
- 1987 — Вікторія (ісп. Victoria), мексиканська теленовела виробництва Televisa. У головних ролях Вікторія Руффо і Хуан Феррара.
- 2014—2015 — Італійка збирається заміж (ісп. Muchacha italiana viene a casarse), мексиканська теленовела виробництва Televisa. У головних ролях Лівія Бріто і Хосе Рон.